# Cleisthenes (geslacht)
Cleisthenes is een geslacht van straalvinnige vissen uit de familie van schollen (Pleuronectidae).

## Soorten
- Cleisthenes herzensteini (Schmidt, 1904)
- Cleisthenes pinetorum Jordan & Starks, 1904